# Joan Gamper

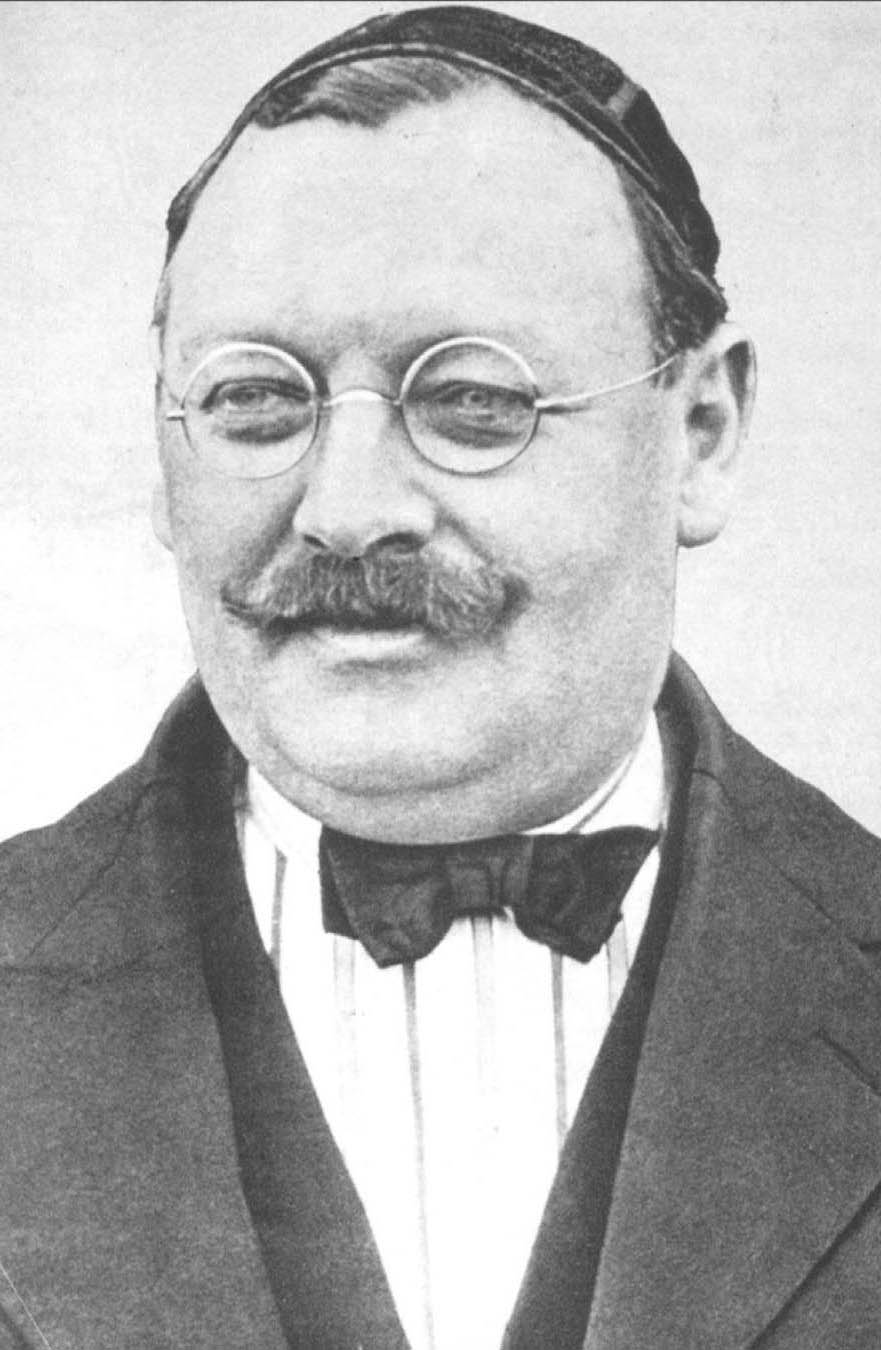
Joan Gamper în 1910

Joan Gamper (Pronunție în catalană: [ʒuˈaŋ gəmˈpe]), (născut Hans Kamper), (n. 22 noiembrie 1877 – d. 30 iulie 1930), fost jucător și președinte de club elvețian. El a înființat echipe de fotbal în Elveția și Catalunia (Spania), cele mai cunoscute fiind FC Basel, FC Zurich și FC Barcelona.
A fost un mare fan al sportului, din această cauză a înființat aceste cluburi cu o istorie bogată. El și-a pus amprenta în unul dintre cele mai mari cluburi de fotbal din lume, FC Barcelona. Iar acum în clubul Barcelona se află scrisul lui pe majoritatea clădirilor.